# Demyship
Il Demyship è una particolare Borsa di studio che rilascia soltanto il college Magdalen di Oxford.

## Personaggi illustri
Nella storia del college molti sono stati i personaggi rilevanti che hanno ricevuto tale riconoscimento, fra cui:
- Oscar Wilde, il cui riconoscimento stava per essere ritirato a seguito della sua condotta non esemplare[1] facendo infuriare non poco lo scrittore, che rimase deluso a lungo per tale comportamento.[2]
- Lewis Gielgud
- T. E. Lawrence
- George Osborne

## Storia
Istituito dal fondatore del Magdalen  William of Waynflete, tale borsa di studio viene ancora oggi riconosciuta.